# Vieta (cràter)
Vieta és un cràter d'impacte que es troba al nord de la plana emmurallada del cràter Schickard, a la part sud-oest de la Lluna. Al voltant d'un mig diàmetre de distància al sud-est es troba el cràter més petit Fourier, i al nord-nord-est es localitza Cavendish.

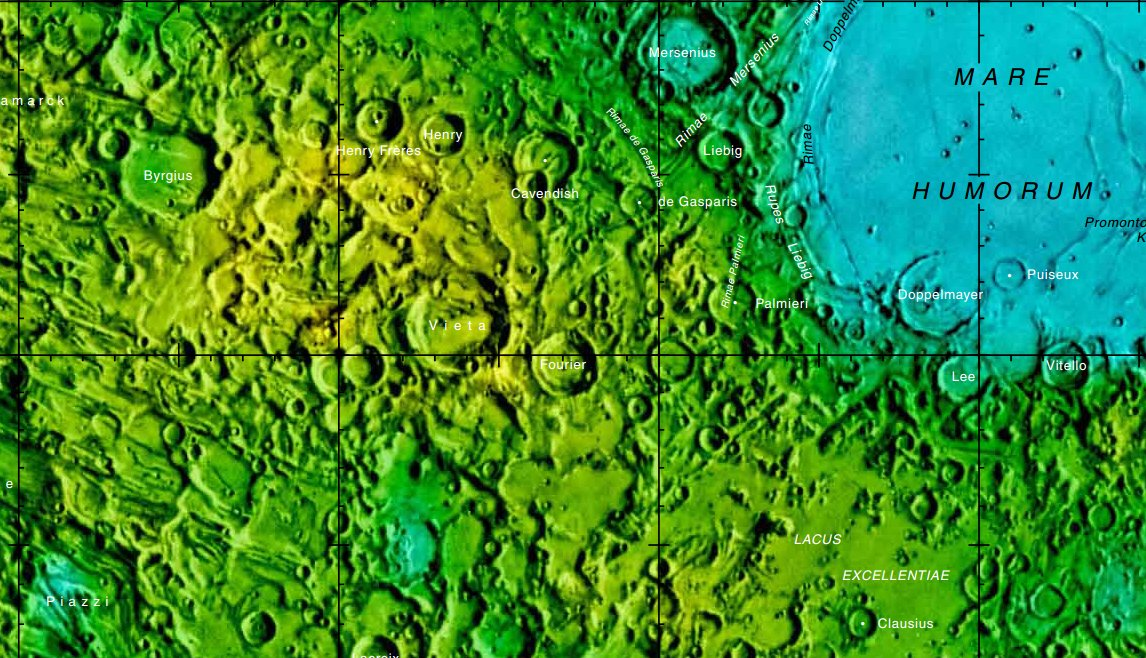
Localització de Vieta (centre de la meitat inferior d'imatge)
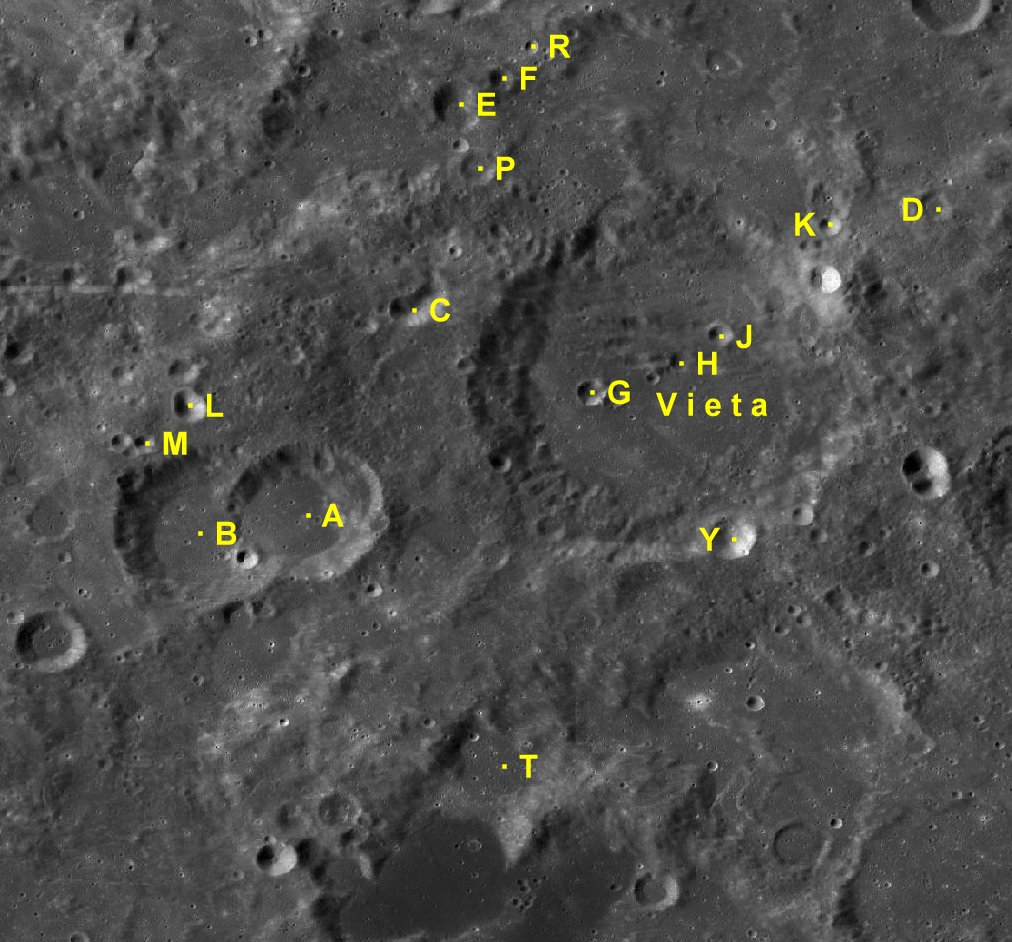
Cràters satèl·lit

La vora exterior d'aquest cràter ha patit alguna erosió causada per successius impactes, amb petits cràters localitzats en els costats nord-est, sud i nord-nord-oest. Les parets interiors són irregulars, amb bases incises en alguns llocs. Una cadena de petits cràters travessa la meitat nord de la plataforma interior, seguint una línia cap a l'est-nord-est. El sòl és gairebé pla, però amb algunes zones irregulars al sud i a l'entorn de la cadena de cràters.

## Cràters satèl·lit
Per convenció aquests elements són identificats en els mapes lunars posant la lletra en el costat del punt central del cràter que està més proper a Vieta.
| Vieta | Coordenades                          | Diàmetre |
| ----- | ------------------------------------ | -------- |
| A     | 30° 18′ S, 59° 18′ O / 30.3°S,59.3°O | 34 km    |
| B     | 30° 30′ S, 60° 12′ O / 30.5°S,60.2°O | 40 km    |
| C     | 28° 42′ S, 58° 24′ O / 28.7°S,58.4°O | 12 km    |
| D     | 27° 48′ S, 54° 12′ O / 27.8°S,54.2°O | 8 km     |
| E     | 27° 00′ S, 58° 06′ O / 27.0°S,58.1°O | 11 km    |
| F     | 26° 48′ S, 57° 42′ O / 26.8°S,57.7°O | 6 km     |
| G     | 29° 24′ S, 57° 00′ O / 29.4°S,57.0°O | 6 km     |
| H     | 29° 06′ S, 56° 12′ O / 29.1°S,56.2°O | 5 km     |
| J     | 28° 54′ S, 55° 54′ O / 28.9°S,55.9°O | 6 km     |
| K     | 28° 00′ S, 55° 00′ O / 28.0°S,55.0°O | 5 km     |
| L     | 29° 30′ S, 60° 12′ O / 29.5°S,60.2°O | 8 km     |
| M     | 29° 48′ S, 60° 36′ O / 29.8°S,60.6°O | 5 km     |
| P     | 27° 30′ S, 57° 54′ O / 27.5°S,57.9°O | 8 km     |
| R     | 26° 36′ S, 57° 30′ O / 26.6°S,57.5°O | 3 km     |
| T     | 32° 24′ S, 57° 48′ O / 32.4°S,57.8°O | 28 km    |
| Y     | 30° 30′ S, 55° 48′ O / 30.5°S,55.8°O | 11 km    |